# Maďarsko na Zimních olympijských hrách 1948
Maďarsko na Zimních olympijských hrách v roce 1948 reprezentovala výprava 22 sportovců (17 mužů a 5 žen) v 5 sportech.

## Medailisté
| Medaile | Jméno                       | Sport         | Soutěž            |
| ------- | --------------------------- | ------------- | ----------------- |
| Stříbro | Andrea Kékesyová Ede Király | Krasobruslení | Sportovní dvojice |